# Fossombronia incurva
Fossombronia incurva là một loài Rêu trong họ Fossombroniaceae. Loài này được Lindb. mô tả khoa học đầu tiên năm 1873.